# Llanos de Moxos
Los Llanos de Moxos, también escrito Llanos de Mojos, cubren una extensión de 126.100 kilómetros cuadrados en las tierras bajas del noreste de Bolivia. En su mayor parte se localizan en el departamento del Beni, al suroeste de la cuenca del Amazonas, aunque en parte se ubican también en los departamentos de Pando y de La Paz y se extienden hacia el norte a los estados brasileños de Acre y Rondônia. Ésta es una zona muy húmeda con precipitaciones anuales entre los 2000 y 2500 mm en su parte oeste, y 1300 mm en el este. La zona presenta una vegetación de bosque húmedo, aunque se aprecia la presencia de extensas áreas de pastos naturales de la llanura, áreas de origen aluvial. Gran parte de los llanos son una llanura aluvial compuesta de sedimentos del Mioceno tardío y del período Cuaternario.

## Historia

### Época prehispánica
Las culturas prehispánicas de los llanos de Moxos que se caracterizaron por sus obras de ingeniería hidráulica, construidas los antepasados de los actuales pueblos mojeño y baure, que llegaron a la región como parte de la gran corriente migratoria arawak. En el siglo XVI, los mojeños mostraban una sociedad jerarquizada y una agricultura desarrollada.

### SigloXVII

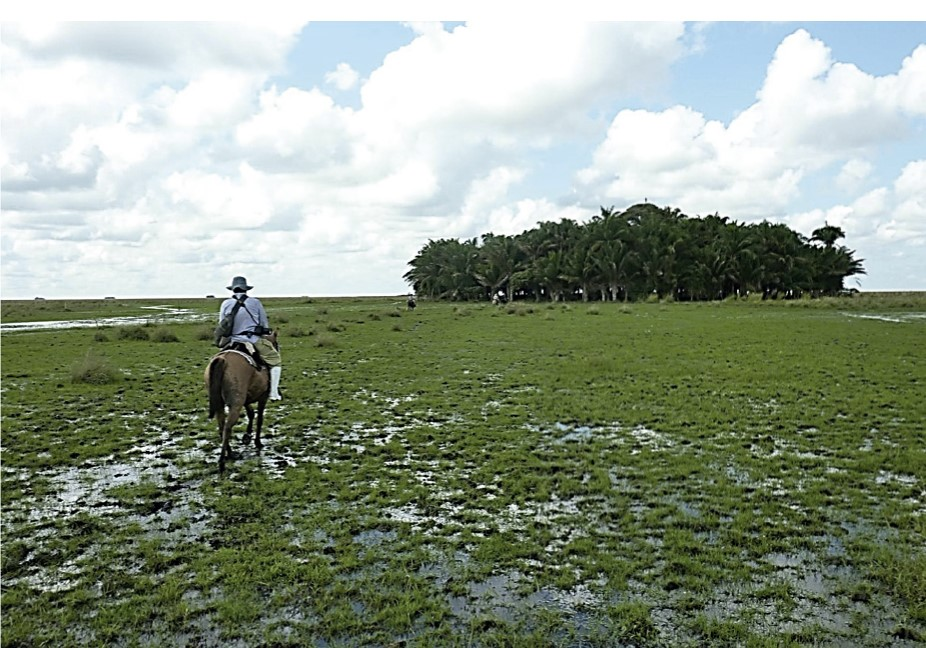

Los inmigrantes europeos empezaron a asentarse en los llanos de Moxos al final del siglo XVII. En 1675 los sacerdotes jesuitas Pedro Marbán y Cipriano Barace comenzaron a evangelizar a los pueblos indígenas que se encontraban en las llanuras entre los ríos Mamoré y Guapay, partiendo desde Santa Cruz de la Sierra. Las misiones jesuíticas (1675-1767) que se establecieron a partir de entonces y en el siglo siguiente a la larga dieron lugar a varios de los poblados modernos en esta región. Éstas produjeron decisivos cambios demográficos, sociales, políticos, económicos y religiosos en la etnia mojeña. Al momento de la expulsión de los jesuitas en 1768 existían 15 pueblos de misión en Moxos. Una real cédula del 15 de septiembre de 1772 dispuso que las Misiones de Moxos quedasen a cargo de un corregidor, y a partir de 1776 el territorio quedó incluido dentro del nuevo Virreinato del Río de la Plata.

### Época republicana
Durante el siglo XIX, se crearon haciendas en los pueblos mojeños y los indígenas quedaron bajo el dominio patronal.

### Actualidad
La presencia de bosques es importante en la región, aunque el entorno natural ha sido modificado por la intervención del hombre, lo que ha obligado al desplazamiento de especies de fauna silvestre; sin embargo, aún tiene una importante variedad de especies de fauna y flora silvestres. En esta zona se encuentra la reserva de la biosfera y tierra comunitaria de origen Pilón Lajas y la reserva natural Barba Azul, que protege especialmente a la especie Ara glaucogularis.
Desde la década de 1950, los ranchos constituyen aquí la forma más importante de agricultura.

## Hidrografía
Tres grandes ríos discurren por los llanos de Moxos, el Beni, el Mamoré y el Iténez discurren por esta región y, en su unión, forman el río Madera, el tributario más importante de la cuenca amazónica, que aporta el 20 % de su caudal y el 50 % de los nutrisedimentos.

## Biodiversidad
La alta diversidad de hábitats de sabana, humedales, islas de bosques y bosques ribereños, dio lugar al desarrollo de una significativa riqueza de flora y fauna en los llanos de Moxos. Destacan especies endémicas, emblemáticas y algunas en situación de amenaza, como la paraba barba azul (Ara glaucogularis), los monos lucachis endémicos (Plecturocebus modestus y P. olallae), el bufeo (Inia boliviensis), el jaguar (Panthera onca), el borochi (Chrysocyon brachyurus) y el ciervo de los pantanos (Blastocerus dichotomus). Los hábitats de agua dulce son los más productivos de la cuenca del Madera y cumplen un papel central en los movimientos migratorios anuales tanto de peces como de aves.
En cuanto a la flora, una de las especies más emblemáticas es la planta acuática Victoria boliviana, descubierta en 2022.

## Arqueología

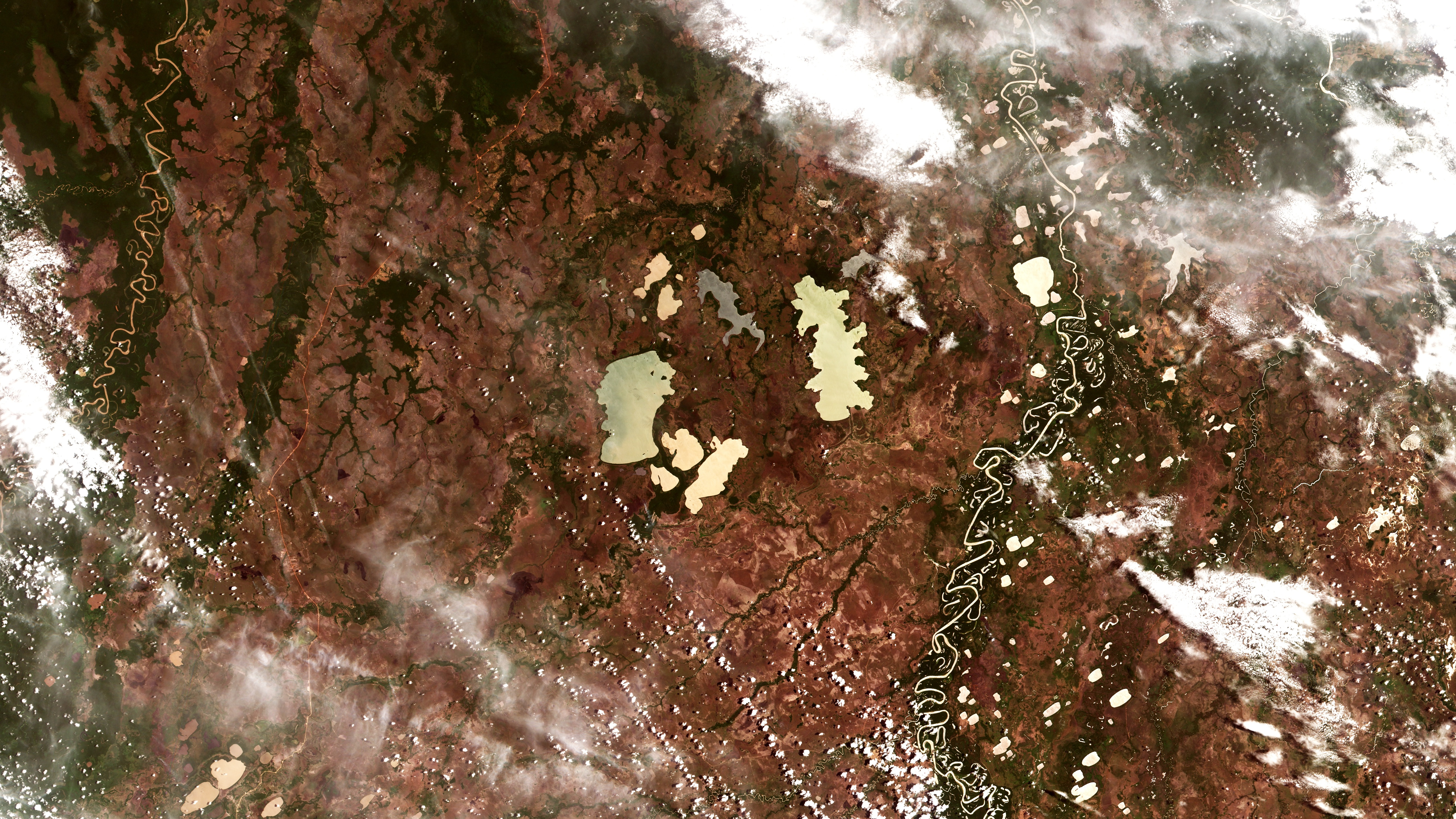
La llanura de Moxos desde el espacio.

Varias sociedades complejas precolombinas se instalaron en los llanos de Moxos. Se ha detectado presencia humana de gran antigüedad en esta zona, a partir de 8000 a. C., gracias al hallazgo de acumulaciones de conchas de mariscos resultantes del forrajeo. Otras poblaciones más tardías, que pudieron descender de las recién mencionadas, edificaron múltiples obras de utilidad agrícola tales como campos elevados y canales, además de caminos y montículos habitacionales. Los hallazgos arqueológicos, que no se conservan bien en el trópico, revelan que estas obras estuvieron en uso en el periodo entre 2500 a. C. y 1450 d. C. Algunos de estos vestigios presentan un volumen mayor que el de las pirámides de Guiza y han provocado especulaciones sobre la forma en pudieron edificarse. Se ha determinado que los campos elevados para la agricultura podrían cubrir unos 50 000 km² de sabana. Los pueblos prehispánicos de esta zona producían cerámicas decoradas, tejidos de algodón, y en algunos sitios enterraban a los muertos en grandes urnas.
El primer investigador que estudió el pasado prehispánico de los llanos de Moxos fue el explorador sueco Erland Nordenskiöld. Tras realizar excavaciones arqueológicas en montículos habitacionales cercanos a Trinidad en 1913, emprendió una segunda expedición entre 1914 y 1915, centrada en la parte oriental de la región, en la actual provincia de Iténez. Sus trabajos pioneros sentaron las bases para futuras investigaciones sobre la complejidad cultural de las sociedades precolombinas de esta vasta llanura amazónica.